# Камберленд (округ, Кентуккі)
Шаблон:StateAbbr_ 36°47′ пн. ш. 85°23′ зх. д. / 36.78° пн. ш. 85.39° зх. д.
Округ  Камберленд (англ. Cumberland County) — округ (графство) у штаті  Кентуккі, США. Ідентифікатор округу 21057.

## Історія
Округ утворений 1796 року.

## Демографія
За даними перепису 
2000 року 
загальне населення округу становило 7147 осіб, усе сільське.
Серед мешканців округу чоловіків було 3439, а жінок — 3708. В окрузі було 2976 домогосподарств, 2040 родин, які мешкали в 3567 будинках.
Середній розмір родини становив 2,89.
Віковий розподіл населення поданий у таблиці:
| Стать    | До 15 років | 15-21 | 22-29 | 30-39 | 40-49 | 50-65 | 65-85 | Понад 85 |
| -------- | ----------- | ----- | ----- | ----- | ----- | ----- | ----- | -------- |
| Чоловіки | 702         | 311   | 290   | 484   | 492   | 642   | 471   | 47       |
| Жінки    | 650         | 321   | 292   | 517   | 494   | 674   | 640   | 120      |

## Суміжні округи
- Адер — північ
- Расселл — північний схід
- Клінтон — схід
- Клей, Теннессі — південь
- Монро — захід
- Меткаф — північний захід

## Виноски
1. ↑  U.S. Decennial Census. United States Census Bureau. Архів оригіналу за 26 квітня 2015. Процитовано 13 серпня 2014.
2. ↑  Historical Census Browser. University of Virginia Library. Архів оригіналу за 12 грудня 2009. Процитовано 13 серпня 2014.
3. ↑  Population of Counties by Decennial Census: 1900 to 1990. United States Census Bureau. Архів оригіналу за 13 жовтня 2014. Процитовано 13 серпня 2014.
4. ↑  Census 2000 PHC-T-4. Ranking Tables for Counties: 1990 and 2000 (PDF). United States Census Bureau. Архів оригіналу (PDF) за 18 грудня 2014. Процитовано 13 серпня 2014.
5. ↑  State & County QuickFacts. United States Census Bureau. Архів оригіналу за 7 червня 2011. Процитовано 6 березня 2014.(англ.) Наведено за англійською вікіпедією.
6. ↑  American FactFinder. Бюро перепису населення США. Архів оригіналу за 29 липня 2011. Процитовано 31 січня 2008.

| США | Це незавершена стаття з географії США. Ви можете допомогти проєкту, виправивши або дописавши її. |